# Wolfgang Gartner
Wolfgang Gartner, pseudoniem van Joey Youngman (17 maart 1982), is een Amerikaanse electrohouseproducer en dj. Zijn muziek wordt veel vergeleken met die van Deadmau5 en Justice. Veel van de muziek die hij produceerde voor 2010 werd uitgebracht op zijn eigen label Kindergarten. Gartner tekende in 2010 bij Ultra Records.

## Carrière
Sinds het begin van Gartners muzikale carrière zijn acht van zijn nummers op de nummer 1-positie in de Beatport Top 10 Chart beland in de periode tot en met oktober 2010. Gartner heeft op verschillende wereldbekende dance festivals opgetreden zoals Coachella 2010, Electric Daisy Carnival 2010, en toert hij regelmatig de wereld rond.
Joey Youngman nam in 2007 de naam Wolfgang Gartner aan, nadat hij bekendheid had verworven als gematigd succesvolle deephouse-dj. Omdat hij niet bekritiseerd wilde worden voor zo'n abrupte verandering van stijl, koos hij voor een naam waarbij hijzelf anoniem zou blijven. Gartners identiteit werd in juli 2008 officieel bekend.

## Discografie

### Albums
- Weekend In America (2011)
- Back Story (2012)

### Singles
| Single met eventuele hitnotering(en) in de Nederlandse Top 40 | Datum van verschijnen | Datum van binnenkomst | Hoogste positie | Aantal weken | Opmerkingen                                        |
| ------------------------------------------------------------- | --------------------- | --------------------- | --------------- | ------------ | -------------------------------------------------- |
| Forever                                                       | 20-06-2011            | 30-07-2011            | tip14           | -            | met Will.i.am                                      |
| We own the night                                              | 26-03-2012            | 14-04-2012            | tip5            | -            | met Tiësto & Luciana / Nr. 80 in de Single Top 100 |

| Single met hitnotering(en) in de Vlaamse Ultratop 50 | Datum van verschijnen | Datum van binnenkomst | Hoogste positie | Aantal weken | Opmerkingen          |
| ---------------------------------------------------- | --------------------- | --------------------- | --------------- | ------------ | -------------------- |
| Illmerica                                            | 2011                  | 23-04-2011            | tip5            | -            |                      |
| Forever                                              | 2011                  | 22-10-2011            | 35              | 2            | met Will.i.am        |
| We own the night                                     | 2012                  | 28-04-2012            | tip39           | -            | met Tiësto & Luciana |
| Overdose                                             | 2013                  | 11-05-2013            | tip95*          |              | met Medina           |

### Remixes
- Timbaland feat. Nelly Furtado & SoShy - Morning After Dark (Wolfgang Gartner Remix)
- MSTRKRFT feat. John Legend - Heartbreaker (Wolfgang Gartner Remix)
- Tiësto & Sneaky Sound System - I Will Be Here (Wolfgang Gartner Remix)
- The Black Eyed Peas - Imma Be (Wolfgang Gartner Club Mix)
- Classixx - Cold Act Ill (Wolfgang Gartner's Monster Mix)
- Alaric - Cruelty (Wolfgang Gartner Remix)
- Britney Spears - 3 (Wolfgang Gartner Remix)
- Jin Sonic & Dive - Play (Wolfgang Gartner Remix + Dub)
- Bass Kleph & Anthony Paul - Helium (Wolfgang Gartner Remix)
- Ben DJ ft. Sushy - Me & Myself (Wolfgang Gartner Remix)
- LMFAO - Sorry for party rocking (Wolfgang Gartner Remix)